# Phacelia sinuata
Phacelia sinuata là loài thực vật có hoa trong họ Mồ hôi. Loài này được Phil. miêu tả khoa học đầu tiên năm 1864.